# Mats Olausson
Mats Sten Erik Olausson, född den 7 augusti 1960 i Malmberget, är en svensk före detta fotbollsspelare. Han spelade 1985–1989 som försvarare i AIK. Olaussons moderklubb är Malmbergets AIF, där han även spelade handboll (målvakt) i högsta serien med MAIF åren 1975–1976. 
Med AIK var han med och vann Svenska cupen 1985 efter finalvinst mot Östers IF. Han var även med när AIK tog SM-silver 1986 efter finalspel mot Malmö FF.
Efter karriären har Olausson verkat som tränare för ungdomslag i Luleå. 

## Klubbar
- Malmbergets AIF (1970–78)
- Brynäs IF (1978–79)
- Gefle IF (1979–84)
- AIK (1985–89)
- Väsby IK (1990–91)
- IFK Luleå (1992–95)
- Notvikens IK (2000)